# 24 Horas de Le Mans de 2009
As 24 Hours of Le Mans de 2009 foi o 77º grande prêmio automobilístico das 24 Horas de Le Mans, tendo acontecido nos dias 13 e 14 de junho 2009 em Le Mans, França no autódromo francês, Circuit de la Sarthe. A prova foi vencida pela montadora francesa Peugeot, que não ganhava uma edição da prova desde 1993, cruzando a linha de chegada em primeiro.

## Resultados Finais

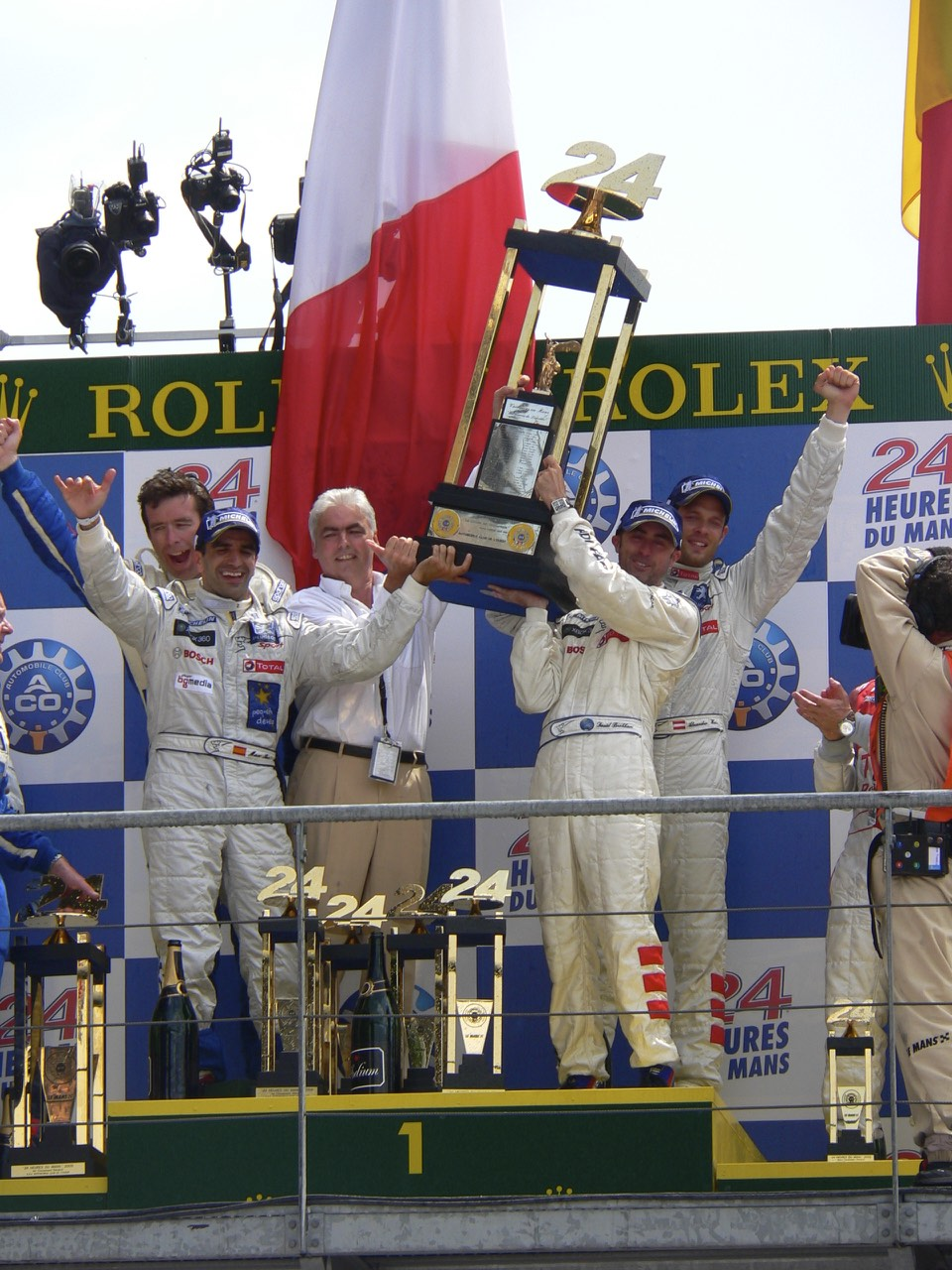
Pódio dos vencedores da edição de 2009, da esquerda para a direita: Marc Gené, David Brabham e Alexander Wurz.

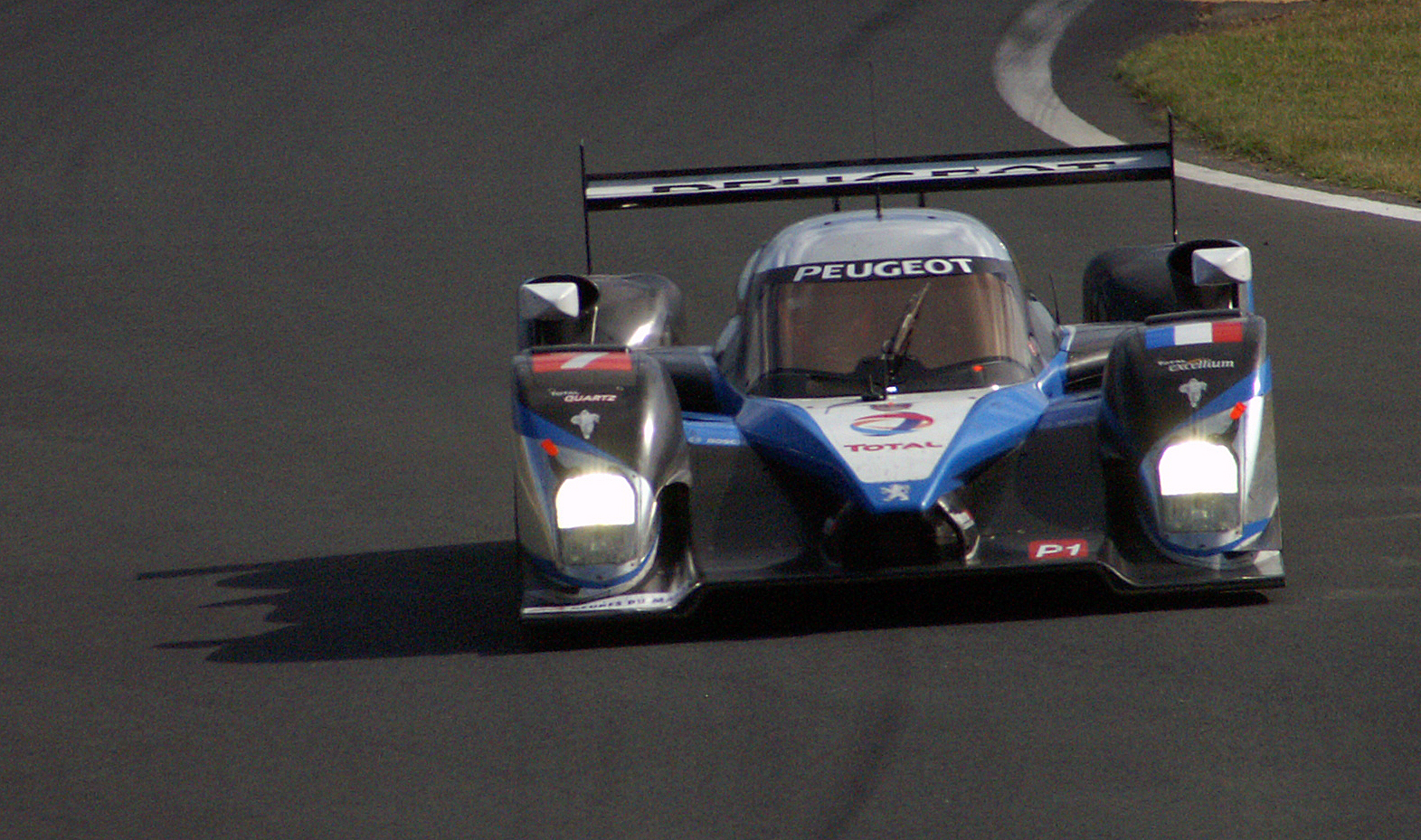
1. 8 Peugeot 908 HDi FAP

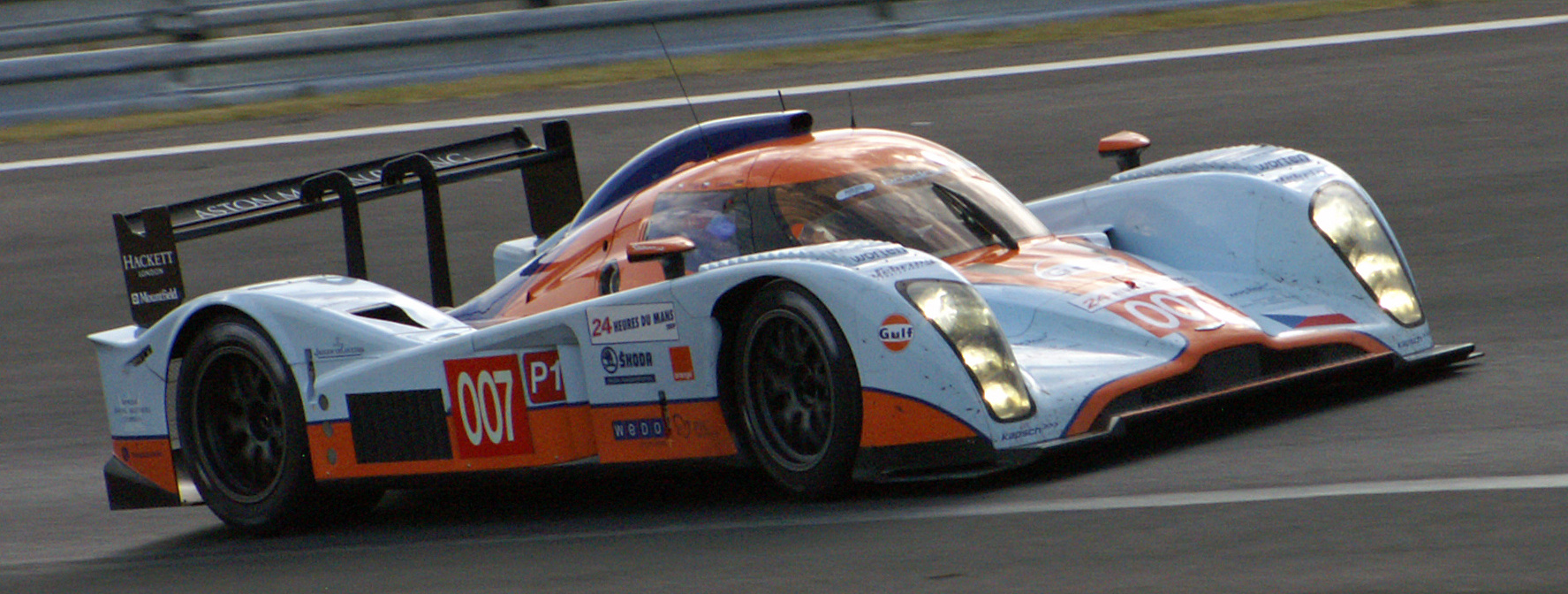
1. 007 Lola-Aston Martin B09/60

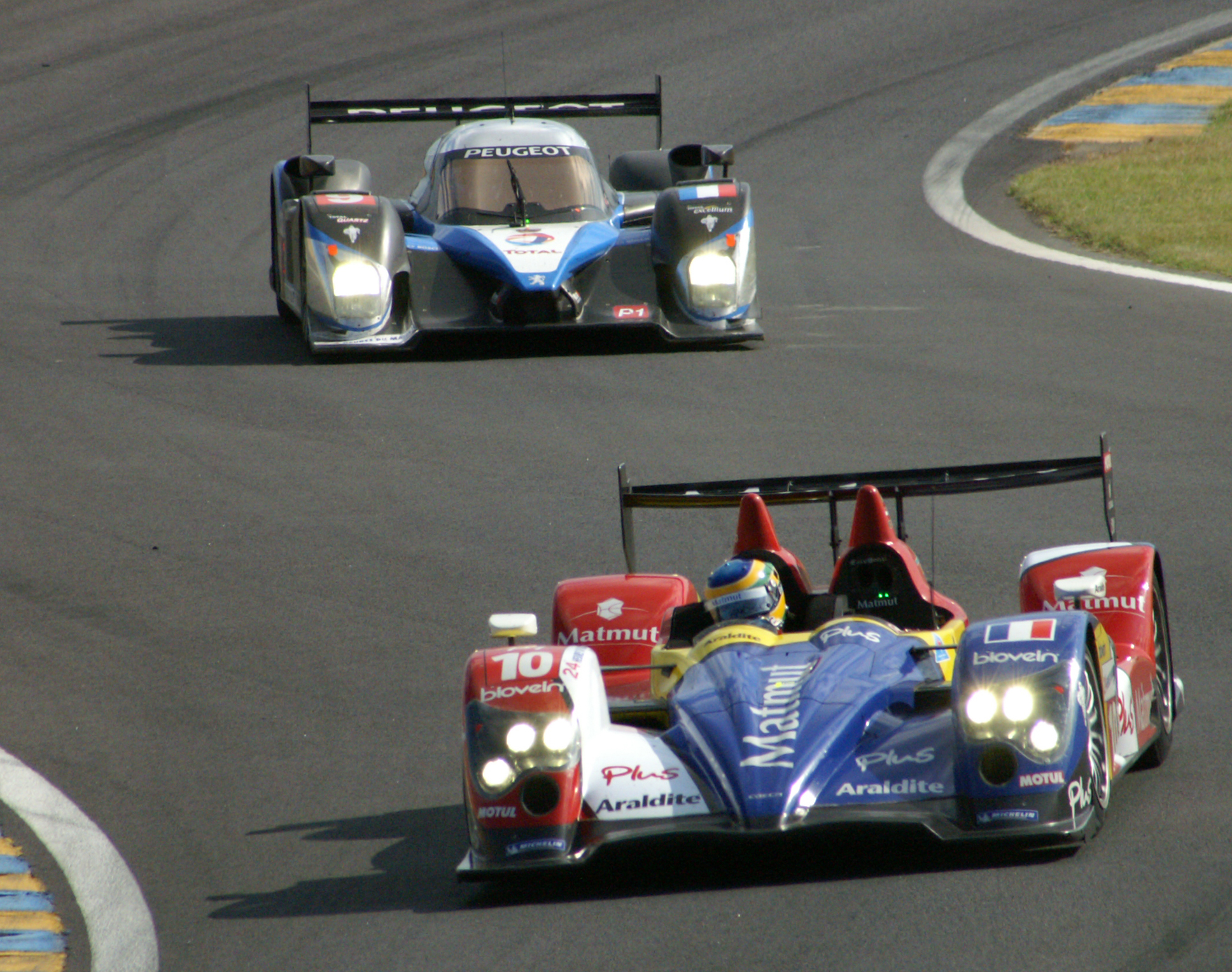
1. 10 Oreca AIM YS5.5 5.5 L V10 e #9 Peugeot HDi

Os vencedores da classe estão marcados em negrito. Os carros que terminam a corrida mas não completam 75 por cento da distância do vencedor são listados como não classificados (NC).
| Pos                         | Class | No  | Equipe                                         | Pilotos                                                    | Chassis                              | Pneus | Voltas |
| Pos                         | Class | No  | Equipe                                         | Pilotos                                                    | Motor                                | Pneus | Voltas |
| --------------------------- | ----- | --- | ---------------------------------------------- | ---------------------------------------------------------- | ------------------------------------ | ----- | ------ |
| 1                           | LMP1  | 9   | Peugeot Sport Total                            | David Brabham Marc Gené Alexander Wurz                     | Peugeot 908 HDi FAP                  | M     | 382    |
| 1                           | LMP1  | 9   | Peugeot Sport Total                            | David Brabham Marc Gené Alexander Wurz                     | Peugeot HDi 5.5 L Turbo V12 (Diesel) | M     | 382    |
| 2                           | LMP1  | 8   | Team Peugeot Total                             | Franck Montagny Sébastien Bourdais Stéphane Sarrazin       | Peugeot 908 HDi FAP                  | M     | 381    |
| 2                           | LMP1  | 8   | Team Peugeot Total                             | Franck Montagny Sébastien Bourdais Stéphane Sarrazin       | Peugeot HDi 5.5 L Turbo V12 (Diesel) | M     | 381    |
| 3                           | LMP1  | 1   | Audi Sport Team Joest                          | Tom Kristensen Allan McNish Rinaldo Capello                | Audi R15 TDI                         | M     | 376    |
| 3                           | LMP1  | 1   | Audi Sport Team Joest                          | Tom Kristensen Allan McNish Rinaldo Capello                | Audi TDI 5.5 L Turbo V10 (Diesel)    | M     | 376    |
| 4                           | LMP1  | 007 | AMR Eastern Europe                             | Jan Charouz Tomáš Enge Stefan Mücke                        | Lola-Aston Martin B09/60             | M     | 373    |
| 4                           | LMP1  | 007 | AMR Eastern Europe                             | Jan Charouz Tomáš Enge Stefan Mücke                        | Aston Martin 6.0 L V12               | M     | 373    |
| 5                           | LMP1  | 11  | Team Oreca Matmut AIM                          | Olivier Panis Nicolas Lapierre Soheil Ayari                | Oreca 01                             | M     | 370    |
| 5                           | LMP1  | 11  | Team Oreca Matmut AIM                          | Olivier Panis Nicolas Lapierre Soheil Ayari                | AIM YS5.5 5.5 L V10                  | M     | 370    |
| 6                           | LMP1  | 7   | Team Peugeot Total                             | Nicolas Minassian Pedro Lamy Christian Klien               | Peugeot 908 HDi FAP                  | M     | 369    |
| 6                           | LMP1  | 7   | Team Peugeot Total                             | Nicolas Minassian Pedro Lamy Christian Klien               | Peugeot HDi 5.5 L Turbo V12 (Diesel) | M     | 369    |
| 7                           | LMP1  | 14  | Kolles                                         | Charles Zwolsman, Jr. Narain Karthikeyan André Lotterer    | Audi R10 TDI                         | M     | 369    |
| 7                           | LMP1  | 14  | Kolles                                         | Charles Zwolsman, Jr. Narain Karthikeyan André Lotterer    | Audi TDI 5.5 L Turbo V12 (Diesel)    | M     | 369    |
| 8                           | LMP1  | 16  | Pescarolo Sport                                | Christophe Tinseau Bruce Jouanny João Barbosa              | Pescarolo 01                         | M     | 368    |
| 8                           | LMP1  | 16  | Pescarolo Sport                                | Christophe Tinseau Bruce Jouanny João Barbosa              | Judd GV5.5 S2 5.5 L V10              | M     | 368    |
| 9                           | LMP1  | 15  | Kolles                                         | Christian Bakkerud Christijan Albers Giorgio Mondini       | Audi R10 TDI                         | M     | 360    |
| 9                           | LMP1  | 15  | Kolles                                         | Christian Bakkerud Christijan Albers Giorgio Mondini       | Audi TDI 5.5 L Turbo V12 (Diesel)    | M     | 360    |
| 10                          | LMP2  | 31  | Team Essex Poulsen Motorsport                  | Casper Elgaard Kristian Poulsen Emmanuel Collard           | Porsche RS Spyder Evo                | M     | 357    |
| 10                          | LMP2  | 31  | Team Essex Poulsen Motorsport                  | Casper Elgaard Kristian Poulsen Emmanuel Collard           | Porsche MR6 3.4 L V8                 | M     | 357    |
| 11                          | LMP1  | 12  | Signature Plus                                 | Pierre Ragues Franck Mailleux Didier André                 | Courage-Oreca LC70E                  | M     | 344    |
| 11                          | LMP1  | 12  | Signature Plus                                 | Pierre Ragues Franck Mailleux Didier André                 | Judd GV5.5 S2 5.5 L V10              | M     | 344    |
| 12                          | LMP2  | 33  | Speedy Racing Team Sebah Automotive            | Benjamin Leuenberger Xavier Pompidou Jonny Kane            | Lola B08/80                          | M     | 343    |
| 12                          | LMP2  | 33  | Speedy Racing Team Sebah Automotive            | Benjamin Leuenberger Xavier Pompidou Jonny Kane            | Judd DB 3.4 L V8                     | M     | 343    |
| 13                          | LMP1  | 008 | Aston Martin Racing                            | Anthony Davidson Darren Turner Jos Verstappen              | Lola-Aston Martin B09/60             | M     | 342    |
| 13                          | LMP1  | 008 | Aston Martin Racing                            | Anthony Davidson Darren Turner Jos Verstappen              | Aston Martin 6.0 L V12               | M     | 342    |
| 14                          | LMP1  | 13  | Speedy Racing Team Sebah Automotive            | Andrea Belicchi Nicolas Prost Neel Jani                    | Lola B08/60                          | M     | 342    |
| 14                          | LMP1  | 13  | Speedy Racing Team Sebah Automotive            | Andrea Belicchi Nicolas Prost Neel Jani                    | Aston Martin 6.0 L V12               | M     | 342    |
| 15                          | GT1   | 63  | Corvette Racing                                | Johnny O'Connell Jan Magnussen Antonio García              | Chevrolet Corvette C6.R              | M     | 342    |
| 15                          | GT1   | 63  | Corvette Racing                                | Johnny O'Connell Jan Magnussen Antonio García              | Chevrolet LS7.R 7.0 L V8             | M     | 342    |
| 16                          | GT1   | 73  | Luc Alphand Aventures                          | Xavier Maassen Yann Clairay Julien Jousse                  | Chevrolet Corvette C6.R              | D     | 336    |
| 16                          | GT1   | 73  | Luc Alphand Aventures                          | Xavier Maassen Yann Clairay Julien Jousse                  | Chevrolet LS7.R 7.0 L V8             | D     | 336    |
| 17                          | LMP1  | 3   | Audi Sport Team Joest                          | Timo Bernhard Romain Dumas Alexandre Prémat                | Audi R15 TDI                         | M     | 333    |
| 17                          | LMP1  | 3   | Audi Sport Team Joest                          | Timo Bernhard Romain Dumas Alexandre Prémat                | Audi TDI 5.5 L Turbo V10 (Diesel)    | M     | 333    |
| 18                          | GT2   | 82  | Risi Competizione                              | Jaime Melo Pierre Kaffer Mika Salo                         | Ferrari F430 GT2                     | M     | 329    |
| 18                          | GT2   | 82  | Risi Competizione                              | Jaime Melo Pierre Kaffer Mika Salo                         | Ferrari 4.0 L V8                     | M     | 329    |
| 19                          | GT2   | 97  | BMS Scuderia Italia                            | Fabio Babini Matteo Malucelli Paolo Ruberti                | Ferrari F430 GT2                     | P     | 327    |
| 19                          | GT2   | 97  | BMS Scuderia Italia                            | Fabio Babini Matteo Malucelli Paolo Ruberti                | Ferrari 4.0 L V8                     | P     | 327    |
| 20                          | LMP2  | 24  | OAK Racing Team Mazda France                   | Jacques Nicolet Richard Hein Jean-François Yvon            | Pescarolo 01                         | D     | 325    |
| 20                          | LMP2  | 24  | OAK Racing Team Mazda France                   | Jacques Nicolet Richard Hein Jean-François Yvon            | Mazda MZR-R 2.0 L Turbo I4           | D     | 325    |
| 21                          | LMP1  | 23  | Strakka Racing                                 | Nick Leventis Peter Hardman Danny Watts                    | Ginetta-Zytek GZ09S                  | M     | 325    |
| 21                          | LMP1  | 23  | Strakka Racing                                 | Nick Leventis Peter Hardman Danny Watts                    | Zytek ZJ458 4.5 L V8                 | M     | 325    |
| 22                          | GT2   | 83  | Risi Competizione Krohn Racing                 | Tracy Krohn Eric van de Poele Nic Jönsson                  | Ferrari F430 GT2                     | M     | 323    |
| 22                          | GT2   | 83  | Risi Competizione Krohn Racing                 | Tracy Krohn Eric van de Poele Nic Jönsson                  | Ferrari 4.0 L V8                     | M     | 323    |
| 23                          | GT2   | 92  | JMW Motorsport                                 | Rob Bell Andrew Kirkaldy Tim Sugden                        | Ferrari F430 GT2                     | D     | 320    |
| 23                          | GT2   | 92  | JMW Motorsport                                 | Rob Bell Andrew Kirkaldy Tim Sugden                        | Ferrari 4.0 L V8                     | D     | 320    |
| 24                          | LMP1  | 4   | Creation Autosportif                           | Jamie Campbell-Walter Vanina Ickx Romain Ianetta           | Creation CA07                        | M     | 319    |
| 24                          | LMP1  | 4   | Creation Autosportif                           | Jamie Campbell-Walter Vanina Ickx Romain Ianetta           | Judd GV5.5 S2 5.5 L V10              | M     | 319    |
| 25                          | GT2   | 85  | Snoras Spyker Squadron                         | Tom Coronel Jeroen Bleekemolen Jaroslav Janiš              | Spyker C8 Laviolette GT2-R           | M     | 319    |
| 25                          | GT2   | 85  | Snoras Spyker Squadron                         | Tom Coronel Jeroen Bleekemolen Jaroslav Janiš              | Audi 3.8 L V8                        | M     | 319    |
| 26                          | GT2   | 78  | AF Corse                                       | Gianmaria Bruni Luis Pérez Companc Matías Russo            | Ferrari F430 GT2                     | M     | 317    |
| 26                          | GT2   | 78  | AF Corse                                       | Gianmaria Bruni Luis Pérez Companc Matías Russo            | Ferrari 4.0 L V8                     | M     | 317    |
| 27                          | GT2   | 84  | Team Modena                                    | Leo Mansell Pierre Ehret Roman Rusinov                     | Ferrari F430 GT2                     | M     | 314    |
| 27                          | GT2   | 84  | Team Modena                                    | Leo Mansell Pierre Ehret Roman Rusinov                     | Ferrari 4.0 L V8                     | M     | 314    |
| 28                          | LMP2  | 32  | Barazi-Epsilon                                 | Juan Barazi Phil Bennett Stuart Moseley                    | Zytek 07S/2                          | D     | 306    |
| 28                          | LMP2  | 32  | Barazi-Epsilon                                 | Juan Barazi Phil Bennett Stuart Moseley                    | Zytek 2ZG348 3.4 L V8                | D     | 306    |
| 29                          | GT2   | 99  | JMB Racing                                     | Manuel Rodrigues Yvan Lebon Christophe Bouchut             | Ferrari F430 GT2                     | M     | 304    |
| 29                          | GT2   | 99  | JMB Racing                                     | Manuel Rodrigues Yvan Lebon Christophe Bouchut             | Ferrari 4.0 L V8                     | M     | 304    |
| 30                          | GT2   | 81  | Advanced Engineering Team Seattle              | Patrick Dempsey Don Kitch, Jr. Joe Foster                  | Ferrari F430 GT2                     | M     | 301    |
| 30                          | GT2   | 81  | Advanced Engineering Team Seattle              | Patrick Dempsey Don Kitch, Jr. Joe Foster                  | Ferrari 4.0 L V8                     | M     | 301    |
| 31                          | GT1   | 66  | Jetalliance Racing                             | Lukas Lichtner-Hoyer Thomas Gruber Alex Müller             | Aston Martin DBR9                    | M     | 294    |
| 31                          | GT1   | 66  | Jetalliance Racing                             | Lukas Lichtner-Hoyer Thomas Gruber Alex Müller             | Aston Martin 6.0 L V12               | M     | 294    |
| 32                          | GT2   | 96  | Virgo Motorsport                               | Sean McInerney Michael McInerney Michael Vergers           | Ferrari F430 GT2                     | D     | 280    |
| 32                          | GT2   | 96  | Virgo Motorsport                               | Sean McInerney Michael McInerney Michael Vergers           | Ferrari 4.0 L V8                     | D     | 280    |
| Não Classificados           |       |     |                                                |                                                            |                                      |       |        |
| 33                          | GT2   | 75  | Endurance Asia Team Perspective Racing         | Darryl O'Young Philippe Hesnault Plamen Kralev             | Porsche 997 GT3-RSR                  | D     | 186    |
| 33                          | GT2   | 75  | Endurance Asia Team Perspective Racing         | Darryl O'Young Philippe Hesnault Plamen Kralev             | Porsche 3.8 L Flat-6                 | D     | 186    |
| Não terminaram a competição |       |     |                                                |                                                            |                                      |       |        |
| 34                          | LMP2  | 5   | Navi Team Goh                                  | Seiji Ara Keisuke Kunimoto Sascha Maassen                  | Porsche RS Spyder Evo                | M     | 339    |
| 34                          | LMP2  | 5   | Navi Team Goh                                  | Seiji Ara Keisuke Kunimoto Sascha Maassen                  | Porsche MR6 3.4 L V8                 | M     | 339    |
| 35                          | GT1   | 64  | Corvette Racing                                | Oliver Gavin Olivier Beretta Marcel Fässler                | Chevrolet Corvette C6.R              | M     | 311    |
| 35                          | GT1   | 64  | Corvette Racing                                | Oliver Gavin Olivier Beretta Marcel Fässler                | Chevrolet LS7.R 7.0 L V8             | M     | 311    |
| 36                          | LMP2  | 25  | RML                                            | Thomas Erdos Mike Newton Chris Dyson                       | Lola B08/86                          | M     | 273    |
| 36                          | LMP2  | 25  | RML                                            | Thomas Erdos Mike Newton Chris Dyson                       | Mazda MZR-R 2.0 L Turbo I4           | M     | 273    |
| 37                          | GT2   | 87  | Drayson Racing                                 | Paul Drayson Jonny Cocker Marino Franchitti                | Aston Martin V8 Vantage GT2          | M     | 272    |
| 37                          | GT2   | 87  | Drayson Racing                                 | Paul Drayson Jonny Cocker Marino Franchitti                | Aston Martin 4.5 L V8                | M     | 272    |
| 38                          | GT2   | 76  | IMSA Performance Matmut                        | Patrick Pilet Raymond Narac Patrick Long                   | Porsche 997 GT3-RSR                  | M     | 265    |
| 38                          | GT2   | 76  | IMSA Performance Matmut                        | Patrick Pilet Raymond Narac Patrick Long                   | Porsche 4.0 L Flat-6                 | M     | 265    |
| 39                          | LMP2  | 39  | KSM                                            | Hideki Noda Jean de Pourtales Matthew Marsh                | Lola B07/46                          | D     | 261    |
| 39                          | LMP2  | 39  | KSM                                            | Hideki Noda Jean de Pourtales Matthew Marsh                | Mazda MZR-R 2.0 L Turbo I4           | D     | 261    |
| 40                          | LMP1  | 009 | Aston Martin Racing                            | Stuart Hall Harold Primat Peter Kox                        | Lola-Aston Martin B09/60             | M     | 252    |
| 40                          | LMP1  | 009 | Aston Martin Racing                            | Stuart Hall Harold Primat Peter Kox                        | Aston Martin 6.0 L V12               | M     | 252    |
| 41                          | LMP1  | 10  | Team Oreca Matmut AIM                          | Stéphane Ortelli Bruno Senna Tiago Monteiro                | Oreca 01                             | M     | 219    |
| 41                          | LMP1  | 10  | Team Oreca Matmut AIM                          | Stéphane Ortelli Bruno Senna Tiago Monteiro                | AIM YS5.5 5.5 L V10                  | M     | 219    |
| 42                          | LMP1  | 17  | Pescarolo Sport                                | Simon Pagenaud Jean-Christophe Boullion Benoît Tréluyer    | Peugeot 908 HDi FAP                  | M     | 210    |
| 42                          | LMP1  | 17  | Pescarolo Sport                                | Simon Pagenaud Jean-Christophe Boullion Benoît Tréluyer    | Peugeot HDi 5.5 L Turbo V12 (Diesel) | M     | 210    |
| 43                          | LMP2  | 35  | OAK Racing Team Mazda France                   | Matthieu Laheye Guillaume Moreau Karim Ajlani              | Pescarolo 01                         | D     | 208    |
| 43                          | LMP2  | 35  | OAK Racing Team Mazda France                   | Matthieu Laheye Guillaume Moreau Karim Ajlani              | Mazda MZR-R 2.0 L I4                 | D     | 208    |
| 44                          | LMP2  | 30  | Racing Box                                     | Andrea Piccini Thomas Biagi Matteo Bobbi                   | Lola B08/80                          | M     | 203    |
| 44                          | LMP2  | 30  | Racing Box                                     | Andrea Piccini Thomas Biagi Matteo Bobbi                   | Judd DB 3.4 L V8                     | M     | 203    |
| 45                          | GT2   | 80  | Flying Lizard Motorsports                      | Jörg Bergmeister Darren Law Seth Neiman                    | Porsche 997 GT3-RSR                  | M     | 194    |
| 45                          | GT2   | 80  | Flying Lizard Motorsports                      | Jörg Bergmeister Darren Law Seth Neiman                    | Porsche 4.0 L Flat-6                 | M     | 194    |
| 46                          | GT2   | 89  | Hankook Team Farnbacher                        | Dominik Farnbacher Allan Simonsen Christian Montanari      | Ferrari F430 GT2                     | H     | 183    |
| 46                          | GT2   | 89  | Hankook Team Farnbacher                        | Dominik Farnbacher Allan Simonsen Christian Montanari      | Ferrari 4.0 L V8                     | H     | 183    |
| 47                          | LMP1  | 6   | Team LNT                                       | Lawrence Tomlinson Richard Dean Nigel Moore                | Ginetta-Zytek GZ09S                  | M     | 178    |
| 47                          | LMP1  | 6   | Team LNT                                       | Lawrence Tomlinson Richard Dean Nigel Moore                | Zytek ZG408 4.0 L V8                 | M     | 178    |
| 48                          | LMP1  | 2   | Audi Sport North America                       | Marco Werner Lucas Luhr Mike Rockenfeller                  | Audi R15 TDI                         | M     | 104    |
| 48                          | LMP1  | 2   | Audi Sport North America                       | Marco Werner Lucas Luhr Mike Rockenfeller                  | Audi TDI 5.5 L Turbo V10 (Diesel)    | M     | 104    |
| 49                          | LMP2  | 41  | GAC Racing Team                                | Karim Ojjeh Claude-Yves Gosselin Philipp Peter             | Zytek 07S/2                          | M     | 102    |
| 49                          | LMP2  | 41  | GAC Racing Team                                | Karim Ojjeh Claude-Yves Gosselin Philipp Peter             | Zytek ZG348 3.4 L V8                 | M     | 102    |
| 50                          | GT2   | 70  | IMSA Performance Matmut Team Felbermayr-Proton | Michel Lecourt Horst Felbermayr, Sr. Horst Felbermayr, Jr. | Porsche 997 GT3-RSR                  | M     | 102    |
| 50                          | GT2   | 70  | IMSA Performance Matmut Team Felbermayr-Proton | Michel Lecourt Horst Felbermayr, Sr. Horst Felbermayr, Jr. | Porsche 4.0 L Flat-6                 | M     | 102    |
| 51                          | GT1   | 72  | Luc Alphand Aventures                          | Luc Alphand Stéphan Grégoire Patrice Goueslard             | Chevrolet Corvette C6.R              | D     | 99     |
| 51                          | GT1   | 72  | Luc Alphand Aventures                          | Luc Alphand Stéphan Grégoire Patrice Goueslard             | Chevrolet LS7.R 7.0 L V8             | D     | 99     |
| 52                          | LMP2  | 26  | Bruichladdich-Bruneau Team                     | Pierre Bruneau Marc Rostan Tim Greaves                     | Radical SR9                          | D     | 91     |
| 52                          | LMP2  | 26  | Bruichladdich-Bruneau Team                     | Pierre Bruneau Marc Rostan Tim Greaves                     | AER P07 2.0 L Turbo I4               | D     | 91     |
| 53                          | LMP2  | 40  | Quifel ASM Team                                | Miguel Amaral Olivier Pla Guy Smith                        | Ginetta-Zytek GZ09S/2                | D     | 46     |
| 53                          | LMP2  | 40  | Quifel ASM Team                                | Miguel Amaral Olivier Pla Guy Smith                        | Zytek ZG348 3.4 L V8                 | D     | 46     |
| 54                          | GT2   | 77  | Team Felbermayr-Proton                         | Marc Lieb Wolf Henzler Richard Lietz                       | Porsche 997 GT3-RSR                  | M     | 24     |
| 54                          | GT2   | 77  | Team Felbermayr-Proton                         | Marc Lieb Wolf Henzler Richard Lietz                       | Porsche 4.0 L Flat-6                 | M     | 24     |
| 55                          | GT1   | 68  | JLOC                                           | Atsushi Yogo Yutaka Yamagishi Marco Apicella               | Lamborghini Murciélago R-GT          | Y     | 1      |
| 55                          | GT1   | 68  | JLOC                                           | Atsushi Yogo Yutaka Yamagishi Marco Apicella               | Lamborghini 6.0 L V12                | Y     | 1      |